# Orquesta de Cámara de Lausana
La Orquesta de Cámara de Lausana es una orquesta de cámara con sede en Lausana, Suiza.

## Trayectoria
Fundada en 1942 por Victor Desarzens, la OCL ha colaborado con eminentes artistas internacionales tales como los directores Ernest Ansermet, Günter Wand, Paul Hindemith, Charles Dutoit, Neeme Järvi y Jeffrey Tate, así como con solistas como Isaac Stern, Radu Lupu y Martha Argerich. Durante el curso de sus casi 70 años de existencia la orquesta ha sido dirigida por solo seis directores artísticos: Víctor Desarzens (1942-1973), Armin Jordan (1973-1985), Lawrence Foster (1985-1990), Jesús López Cobos (1990-2000), Christian Zacharias (2000-2013) y Joshua Weilerstein (2014–actualidad).
Como socio de la Ópera de Lausana, la OCL aparece regularmente en el foso de la orquesta durante la temporada de ópera. La OCL es también la primera orquesta en contratar a un compositor en residencia cada dos años. Como parte de su misión de fomentar la música entre los jóvenes oyentes, la orquesta ofrece un variado número de conciertos para las familias y las escuelas y colabora de manera regular con las instituciones musicales de educación superior de la ciudad (la Haute Ecole de Musique de Lausanne y la Haute Ecole de Théâtre de Suisse Romande).
La OCL es subsidiada por la ciudad de Lausana y el cantón de Vaud y es miembro de la Asociación Suiza de Orquestas Profesionales. La mayoría de sus conciertos son grabados por la emisora de radio de Lausana Espace 2, su socio privilegiado desde sus inicios, y son puestos a disposición del público para escuchar a la carta.
La OCL realiza unos 100 conciertos cada temporada en la Salle Métropole en Lausana, su lugar de residencia, así como en Suiza y en el extranjero. El conjunto actúa regularmente en el Théâtre des Champs-Elysées y la Salle Pleyel de París, en la Alte Oper de Frankfurt, en la Accademia Nazionale di Santa Cecilia en Roma, en el Musikverein de Viena, así como en festivales como los BBC Proms de Londres, el Festival George Enescu de Bucarest, y el Rheingau Musik Festival.

## Grabaciones
Su extensa discografía se ha ganado una gran cantidad de elogios de la prensa internacional. La grabación completa de los Conciertos para piano de Mozart interpretados y dirigidos por Christian Zacharias para el sello alemán MDG, ha recibido más de 40 premios internacionales y distinciones. Más recientemente, una nueva colaboración se ha iniciado con Outhere Música: un notable grabación completa de los Conciertos para Clarinete de Louis Spohr interpretados y dirigidos por Paul Meyer en 2012.
En la década de los 70, Philips registró varias óperas de Haydn con Antal Doráti como director de orquesta:
- La fedeltà premiata (1975): Lucia Valentini Terrani, Frederica von Stade, Cotrubas, Luigi Alva
- La vera costanza (1976): Jessye Norman, Helen Donath, Claes-Håkan Ahnsjö, Domenico Trimarchi
- Orlando Paladino (1977): Arleen Augér, Elly Ameling, Claes-Håkan Ahnsjö, Domenico Trimarchi
- L'isola disabitata (1977): Linda Zoghby, Norma Lehrer, Luigi Alva, Renato Bruson
- Il mondo della luna (1978): Arleen Auger, Edith Mathis, Frederica von Stade, Domenico Trimarchi
- Armida (1978): Jessye Norman, Claes-Håkan Ahnsjö, Norma Burrowes, Samuel Ramey
- L'incontro improvviso (1979-80): Claes-Håkan Ahnsjö, Margaret Marshall, Della Jones, Benjamín Luxon
- L'infedeltà delusa (1981): Edith Mathis, Barbara Hendricks, Michael Devlin, Claes-Håkan Ahnsjö

Estas grabaciones fueron reeditadas en 2009 como DECCA 4781776 en una sola caja.

## Directores artísticos
- Victor Desarzens (1942-1972)
- Armin Jordan (1973-1985)
- Lawrence Foster (1985-1990)
- Jesús López-Cobos (1990-2000)
- Christian Zacharias (2000-2013)
- Joshua Weilerstein (2014– )